# Chemin des Argoulets
Le chemin des Argoulets (en occitan : camin dels Argolets) est une voie de Toulouse, chef-lieu de la région Occitanie, dans le Midi de la France.

## Situation et accès

### Description
Le chemin des Argoulets est une voie publique de Toulouse. Il traverse le quartier de la Juncasse-Argoulets, dans le secteur 4 - Est. Il correspond à une partie de l'ancien chemin vicinal no 16, qui allait du canal du Midi à Périole, en passant par l'avenue de la Colonne, l'avenue de la Juncasse, l'avenue Henri-Guillaumet et le chemin des Argoulets, aboutissant au pont de Périole sur l'Hers.

### Voies rencontrées
Le chemin des Argoulets rencontre les voies suivantes, dans l'ordre des numéros croissants (« g » indique que la rue se situe à gauche, « d » à droite) :
1. Chemin Cassaing
2. Rue Arthur-Legoust (g)
3. Rue Jacques-Offenbach (d)
4. Rue Émile-Paul-Heuillet (g)
5. Rue Saint-Hubert (d)
6. Rue Dubézy (d)
7. Rue des Agudes (d)
8. Rue de Caumont (g)
9. Rue de Rabastens (d)
10. Impasse des Argoulets (d)
11. Rue Jean-Houdon (g)
12. Rue de Gaillac (d)
13. Route d'Agde

## Odonymie
Le chemin tient son nom du terroir rural des Argoulets qu'il traverse. Les argoulets (argolets en occitan) étant au XVIe siècle des soldats mercenaires, on a vu dans cette appellation le souvenir d'un ancien cantonnement, peut-être du temps des guerres de Religion. Le terme évoque également, dans un autre sens, des personnes misérables : Pierre Salies y voie le surnom qui aurait été donné à une famille qui vivait sur les basses terres marécageuses et improductives de la vallée de l'Hers.

## Histoire
Dans le premier quart du XXIe siècle, l'urbanisation se poursuit le long du chemin des Argoulets par une densification de l'habitat. En 2020, une ancienne ferme, dernier témoin du passé agricole du quartier, disparaît au profit de la construction de la résidence Symphonie (actuel no 18).

## Patrimoine et lieux d'intérêt

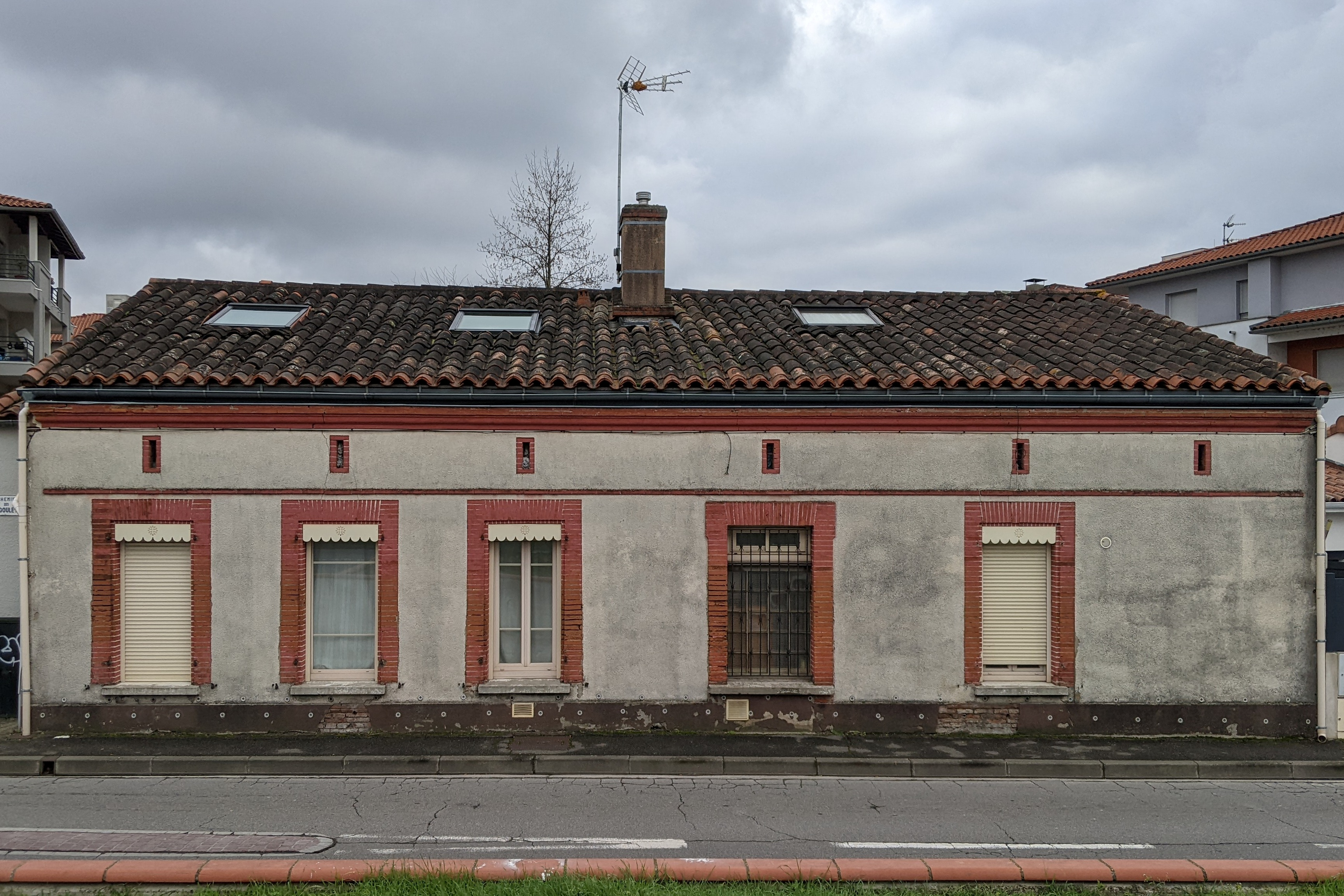
no 74 : maison toulousaine.

- no  8 : maison toulousaine[3].
- no  20 : maison toulousaine[4].
- no  30 : maison toulousaine[5].

- no  74 : maison toulousaine. 
La maison toulousaine, construite dans la deuxième moitié du XIXe siècle, est bâtie en brique, parallèlement au chemin des Argoulets. Elle s'élève sur deux niveaux, séparés par un cordon. Le comble à surcroît est percé de petites ouvertures rectangulaires. L'élévation est couronnée par une corniche moulurée[6].